# Dick Gibson
Richard "Dick" Gibson (Bourne, Lincolnshire, Inglaterra, 16 de abril de 1918 – Cádiz, Espanha, 17 de dezembro de 2010) foi um automobilista inglês que participou dos Grandes Prêmios da Alemanha de Fórmula 1 em 1957 e 1958.